# Ïan Larue
Ïan Larue, née le 2 septembre 1958, est une essayiste, autrice de SF et peintre. Elle a  notamment publié deux romans de science-fiction, La Vestale du calix et La fille geek. Certains de ses ouvrages sont signés Anne Larue.
Un de ses livres-phare, Libère-toi cyborg. Le pouvoir transformateur de la science-fiction féministe, aborde la thématique de la cyborg. Reprenant la liste d'auteurs et d’autrices de science-fiction féministe citées à la fin du Manifeste cyborg de Donna Haraway (comme Octavia Butler), Ïan Larue redéfinit cette figure fondatrice dans la pensée de la philosophe. Selon l'auteure, « La cyborg est l'hybride suprême, hybride entre une femme réelle et un personnage de roman qui se superpose à elle pour la doter de mille nouvelles possibilités dont celle, fondamentale, de faire éclater capitalisme, famille et patriarcat. » En 2019 elle est lauréate du Grand prix de l'Imaginaire, catégorie « Essais », pour cet ouvrage.

## Repères biographiques
Après avoir enseigné à l’Université de Reims Champagne-Ardenne, Ïan Larue travaille à l'université Paris 13 où elle devient responsable du master 2 pro Métiers du texte et de l'image (Médiation et promotion de la culture).
Par ailleurs, elle a aussi assuré pendant cinq ans la présidence de l'association Modernités médiévales.

## Libère-toi cyborg
Son ouvrage Libère-toi cyborg, le pouvoir transformateur de la science-fiction féministe publié en 2018 la place dans les personnalités francophones de la science-fiction féministe. Elle y commente abondamment le Manifeste cyborg de Donna Harraway, republiant en annexe la « liste H » de Harraway des ouvrages de romancières de science-fiction à lire absolument selon elle pour construire un monde futur utopique débarrassé de racisme et de sexisme, voire emprunt d'une hybridation entre nature et technologie. Parmi ceux-ci figurent Octavia Butler (Dawn), Joanna Russ (L’autre moitié de l’homme), Monique Wittig (Les Guérillères) et James Tiptree, Jr (Par-delà les murs du monde (en) ). Dans ces mondes, la cyborg transgresse les genres et les normes, tout en intégrant souvent des aspects d'écoféminisme et de  figures féministes de la sorcellerie, dessinant une voie d'émancipation et de libération joyeuse.  

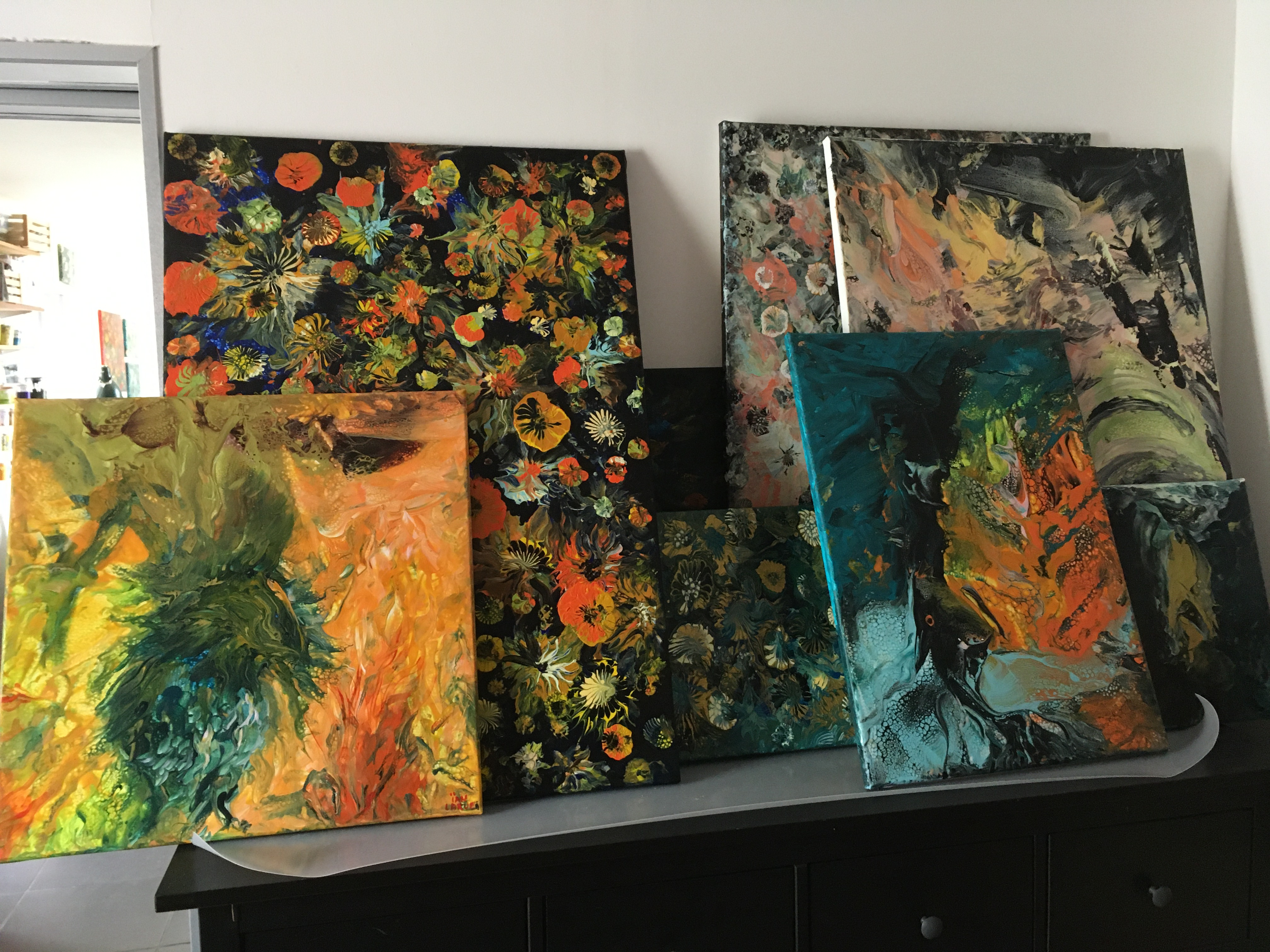
Tableaux

## Peinture
Ïan Larue est la petite-fille du peintre et décorateur-ensemblier de cinéma Charles Mérangel. Elle peint depuis l'âge de onze ans en autodidacte. Elle a présenté une dizaine d'expositions dans les années 2000. En 2020 elle a participé à l'exposition collective Even the rocks reach out to kiss you, au Centre d'art contemporain Transpalette de Bourges et à l'exposition Rêver l'obscur, à la Galerie d'art brut Christian Berst de Paris. La curatrice des deux expositions est Julie Crenn, curatrice d'exposition, historienne de l'art et spécialiste d'art écoféministe. Son travail est coté sur Art Price. 

## Ouvrages
- Délire et Tragédie, Éditions interuniversitaires, 1995  (ISBN 978-2878170719).
- Le Dictionnaire des beaux-arts de Delacroix : reconstitution et édition critique, Éditions Hermann, collection « Savoir : sur l'art », 1996  (ISBN 978-2705662981).
- Romantisme et Mélancolie. Le  Journal de Delacroix, Éditions Honoré Champion, 1998  (ISBN 2-85203-886-2).
- Delacroix maître d’œuvre : anthologie esthétique du Romantisme, Éditions universitaires du Sud, 1999.
- À la guerre comme au théâtre : Les Perses — Henry IV — Les Paravents, Éditions du Temps, 2000  (ISBN 978-2842741266).
- L’Autre Mélancolie : acedia, ou les chambres de l’esprit, Éditions Hermann, 2001  (ISBN 2-70566-428-9).
- Le Masochisme, ou comment ne pas devenir un suicidé de la société, Éditions Talus d’approche, 2002  (ISBN 978-2872460915).
- Le Surréalisme de Duchamp à Deleuze, Éditions Talus d’approche, 2003  (ISBN 978-2872460960).
- Une vie de Démocrite, Belgique, Éditions Talus d’approche, 2004  (ISBN 2-87246-103-5).
- Poètes de l’amour : Ovide, Pétrarque, Shakespeare, Goethe, Éditions du Temps, 2004  (ISBN 978-2842742843).
- La femme est-elle soluble dans l’eau de vaisselle ?, Éditions Chiflet & Cie, 2008  (ISBN 978-2351640500).
- Fiction, féminisme et post-modernité : les voies subversives du roman contemporain à grand succès, Éditions Garnier, 2010  (ISBN 978-2-8124-0122-0).
- Dis Papa, c'était quoi le patriarcat ? Éditions iXe, 2013  (ISBN 1-09006-216-8).
- Histoire de l’Art d’un nouveau genre, avec la participation de Magali Nachtergael, Max Milo Éditions, 2014  (ISBN 978-2315006076)[8].
- Papillons et Phalènes au début du XXe siècle. Marie-Louise Bouctot-Vagniez et la SFACA, éditions du CAPP, 2017  (ISBN 978-2956011903).
- Libère-toi cyborg. Le pouvoir transformateur de la science-fiction féministe, Éditions Cambourakis, collection « Sorcières », 2018  (ISBN 978-2366243727).
- Les dinosaures rêvent-elles de Hollywood ?, Éditions iXe, 2022  (ISBN 9791090062719).